# Nigel Melker
Nigel Melker (Rotterdam, 25 januari 1991) is een Nederlands autocoureur.

## Carrière

### Karting
Melker begon zijn carrière in het karting in 2001, waarbij hij de Nederlandse Mini Junior Cup won. In 2005 won hij het Duitse Junior Kartkampioenschap en finishte als tweede in het Europese ICA Junior-kampioenschap.

### Formule Renault
Nadat hij in 2007 geen kampioenschap heeft verreden, stapte Melker in 2008 over naar de eenzitters. Hij nam deel aan de Formule Renault 2.0 NEC voor het team Van Amersfoort Racing. Hij finishte in twaalfde positie met 120 punten. Hij nam ook deel aan tien races van de Italiaanse Formule Renault, waar hij als 18e met 37 punten finishte.
In 2009 nam Melker deel aan zowel de NEC als de Eurocup Formule Renault 2.0, beide voor het team MP Motorsport. Hij eindigde als 18e in de Noord-Europese Cup, waarbij hij punten pakte in alle zes races waarin hij deelnam. In de Eurocup nam hij deel aan de eerste vijf ronden, waarin hij in totaal als 23e finishte met 5 punten voor een zesde plaats op Spa-Francorchamps.

### Formule 3
Naar aanleiding van twee minder succesvolle seizoenen in de Formule Renault werd in samenwerking met het management van Melker besloten om in de winter van 2009 een privé-testteam op te richtten. Het doel; het niveau van de coureurs uit de Formule 3 Euroseries behalen. Hiervoor werd een samenwerking aangegaan met het bedrijf Traction Motorsport Engineering dat als management- en engineeringpartij voor de organisatie van het testteam zorgt. Gestart met een Dallara F304 stapte het team al snel over naar de Dallara F307, de huidige auto in het Duitse Formule 3-veld. Hiermee heeft Melker vele testkilometers gemaakt om zich voor te bereiden op het eerste GP3 Series seizoen.
De ervaring die werd opgedaan in het Formule 3 testteam, werd tevens gebruikt voor een inschrijving tijdens de Masters of Formula 3 2010. Als volledig rookie kende de Nederlander een goede eerste vrije training, maar zonder competitiemeters in de Formule 3 was er nog ruimte voor verbetering. Een crash in de tweede vrije training zorgde voor verlies van waardevolle trainingstijd. Melker wist zich in de kwalificatie te herpakken en uit een veld van 31 rijders als 6e te kwalificeren. Wisselende omstandigheden tijdens de race zorgden ervoor dat er foute keuzes werden gemaakt wanneer slicks voor regenbanden werden omgewisseld. Op een sterk sneldrogende baan viel de geboren Rotterdammer terug naar een 14e plaats.
In 2011 reed Melker het volledige Formule 3 Euroseries-seizoen voor Mücke Motorsport. Hij eindigde het seizoen als vierde met vier overwinningen en 251 punten, achter Roberto Merhi, Daniel Juncadella en Marco Wittmann.

### GP3
In 2010 werd Melker de eerste coureur die voor het team RSC Mücke Motorsport gaat rijden in de GP3. Zijn teamgenoten zijn landgenoot Renger van der Zande en de uit de Formule 2 overgekomen Duitser Tobias Hegewald. Hij begon het seizoen met de eerste poleposition uit zijn carrière in de eerste race in Barcelona. Echter, hij was betrokken bij een ongeluk in de eerste ronde en viel uit. In de sprintrace startte hij hierdoor van de laatste plaats en wist uiteindelijk nog als 14e te eindigen. In de volgende race op Istanbul Park behaalde hij opnieuw poleposition, maar viel opnieuw terug naar plaats 23. Uiteindelijk eindigde hij het seizoen als 23e met 5 punten.
In 2011 staat Melker wederom met RSC Mücke Motorsport aan de start van de GP3. Zijn teamgenoten voor 2011 zijn de Deen Michael Christensen en McLaren BRDC coureur Luciano Bacheta In de eerste race op Istanbul Park won hij zijn eerste GP3-race. Met nog enkele podiumplaatsen tijdens het seizoen eindigde hij uiteindelijk als derde in het kampioenschap achter Valtteri Bottas en James Calado met 38 punten.

### GP2
Nadat hij in de GP2-finale in 2011 al meedeed voor DAMS, mocht Melker in 2012 een volledig seizoen deelnemen in de GP2 Series voor het team Ocean Racing Technology naast Jon Lancaster en later Brendon Hartley en Victor Guerin. Met als beste resultaat een vierde plaats in de eerste race op Silverstone eindigde hij als negentiende in het kampioenschap met 25 punten.

### Formule Renault 3.5 Series
In 2012 reed Melker één raceweekend op Silverstone in de Formule Renault 3.5 Series voor het team Lotus naast Marco Sørensen. In zijn eerste race eindigde hij meteen als derde achter Jules Bianchi en landgenoot Robin Frijns. In de tweede race viel hij echter uit. Uiteindelijk eindigde hij als negentiende in het kampioenschap met 15 punten.
In 2013 reed Melker het volledige Formule Renault 3.5-seizoen voor het team Tech 1 Racing. Zijn teamgenoot was de kampioen van 2010, Michail Aljosjin.

## GP3-resultaten
(Races vetgedrukt betekent polepositie) (Races schuingedrukt betekent snelste ronde)
| Jaar | Team                 | 1           | 2          | 3          | 4          | 5           | 6          | 7           | 8           | 9           | 10          | 11         | 12         | 13         | 14          | 15        | 16          | DC | Points |
| ---- | -------------------- | ----------- | ---------- | ---------- | ---------- | ----------- | ---------- | ----------- | ----------- | ----------- | ----------- | ---------- | ---------- | ---------- | ----------- | --------- | ----------- | -- | ------ |
| 2010 | RSC Mücke Motorsport | ESP FEA DNF | ESP SPR 14 | TUR FEA 23 | TUR SPR 17 | VAL FEA DNF | VAL SPR 15 | GBR FEA 12  | GBR SPR DNF | GER FEA DNF | GER SPR DNF | HUN FEA 23 | HUN SPR 14 | BEL FEA 12 | BEL SPR 15  | ITA FEA 8 | ITA SPR 13  | 23 | 5      |
| 2011 | RSC Mücke Motorsport | TUR FEA 1   | TUR SPR 3  | ESP FEA 6  | ESP SPR 2  | VAL FEA DNF | VAL SPR 19 | GBR FEA DNF | GBR SPR 8   | GER FEA 10  | GER SPR 3   | HUN FEA 8  | HUN SPR 4  | BEL FEA 3  | BEL SPR DNF | ITA FEA 9 | ITA SPR DNF | 3  | 38     |